# 3766 Junepatterson
A 3766 Junepatterson (ideiglenes jelöléssel 1983 BF) egy kisbolygó a Naprendszerben. Edward L. G. Bowell fedezte fel 1983. január 16-án.